# Astrid Fodor
Astrid Cora Fodor (ur. 6 listopada 1953 r. w Sybinie) – rumuńska polityk. W latach 2008–2014 była zastępcą burmistrza Sybinu, a od 2 grudnia 2014 r. jest burmistrzem tego miasta.

## Edukacja i działalność zawodowa
Fodor jest absolwentką Wydziału Prawa Administracyjnego w Sybinie. W latach 1978–2000 pracowała w fabryce "Libertatea", gdzie pełniła różne funkcje, ostatecznie zajmowała stanowisko dyrektora handlowego. W latach 2002–2008 była dyrektorem ekonomicznym Kościoła Ewangelicko-Augsburskiego w Rumunii.

### Działalność polityczna
W wyborach lokalnych w 2008 r. Fodor została wybrana radną miasta z ramienia Demokratycznego Forum Niemców w Rumunii (FDGR / DFDR). Chociaż FDGR posiadał absolutną większość w Radzie Miejskiej Sibiu (14 z 23 mandatów), po spotkaniu z Partią Narodowo-Liberalną (PNL), jedno z dwóch stanowisk zastępcy burmistrza wybrał przedstawiciel PNL, podczas gdy na drugim, Fodor z FDGR. W dniu 2 grudnia 2014 r. została wybrana na burmistrza miasta Sybin, z 21 głosami na 23 (91%). W wyborach lokalnych w 2016 r. Fodor została wybrana burmistrzem po raz drugi, uzyskując 57,13% głosów.

## Życie prywatne
Fodor ma dwóch synów. Została wdową w 2001 roku.